# Drainage lymphatique manuel
Le drainage lymphatique manuel est une technique de massage visant à évacuer des « toxines » du corps. Il prend différentes formes, dont l'une est une technique thérapeutique alternative, inventée dans les années 1930 par Emil Vodder (en). L'efficacité de cette technique n'a pas été prouvée.

## Histoire
Emil Vodder est docteur en philosophie. En 1932, avec sa femme Estrid, il travaille comme masseur sur la Côte d'Azur et « découvre » la méthode du drainage lymphatique manuel (DLM) en traitant des « refroidissements chroniques » par de légers massages circulaires. Dès lors, à ses yeux, le drainage permettait d’évacuer les « toxines » du corps, responsables d’une large gamme de maux. Le point de départ officiel n’est pas une publication scientifique, mais un exposé lors d’un salon « Exposition de beauté », à Paris, suivi d'un article, Le drainage lymphatique, une nouvelle méthode thérapeutique, dans un magazine généraliste de santé.

## Évaluation scientifique
Selon une méta-analyse, cette méthode n'aurait pas d'efficacité prouvée.